# Högboda gård
Högboda gård är en småort i Boda socken i Kils kommun, belägen nordväst om Högboda vid Riksväg 61.